# Chvrches
Chvrches (vyslovováno jako anglické slovo „churches“ [čerčis] a občas psáno jako CHVRCHES nebo CHVRCHΞS) je skotská elektropopová skupina založená v roce 2011 ve městě Glasgow. Skupina se skládá ze zpěvačky Lauren Mayberry (dodatečný syntezátor), Iaina Cooka (syntezátory, kytara, bass, zpěv) a Martina Dohertyho (syntezátory, samplery, zpěv).
V roce 2013 obsadili páté místo v seznamu nejnadějnějších nových hudebních talentů stanice BBC Sound of 2013. V březnu roku 2013 vydali svůj debut, EP s názvem Recover EP. Jejich první studiové album, The Bones of What You Believe, vyšlo 23. září 2013.

## Historie
Ještě, než Iain Cook založil Chvrches, byl členem kapel Aereogramme a The Unwinding Hours. Zároveň skládal hudbu pro film a televizi. Martin Doherty byl členem skupiny The Twilight Sad. Podle zpěvačky Mayberry: „Iain a Martin byli spolužáky na univerzitě, takže se znají již hodně dlouhou dobu“.
Mayberry má vystudovaná práva, na které navázala studiem žurnalistiky. Po převzetí titulu pracovala několik let jako novinářka na volné noze. Na klavír hrála už jako malá, na bicí se naučila hrát jako náctiletá. Mezi svými 15 a 22 lety působila jako bubenice hned v několika kapelách. Před tím, než se připojila k Chvrches, byla členkou dvou lokálních kapel, Boyfriend/Girlfriend a Blue Sky Archives. V skupině Blue Sky Archives působí jako zpěvačka, bubenice a klávesistka.
Cook produkoval v září roku 2011 EP právě kapele Blue Sky Archives. Chvíli poté založil Cook a Doherty nový hudební projekt a oslovili Lauren Mayberry, zda by s nimi nenazpívala pár demo nahrávek. Společně pak skládali hudbu a texty po dobu osmi měsíců v jejich suterénním studiu v Glasgow. Cook, Mayberry a Doherty se pak po několika úspěšných studiových sezení rozhodli, že založí kapelu. Zvolili název Chvrches, kdy obyčejné „u“ zaměnili za římské „v“, aby se vyhnuli případné záměně se skutečnými kostely v internetovém vyhledávači (Poznámka: anglické slovo church v překladu znamená kostel). Chvrches se také vyjádřili, že jejich název „nemá žádnou náboženskou spojitost, prostě [jsme] si mysleli, že to znělo cool“.

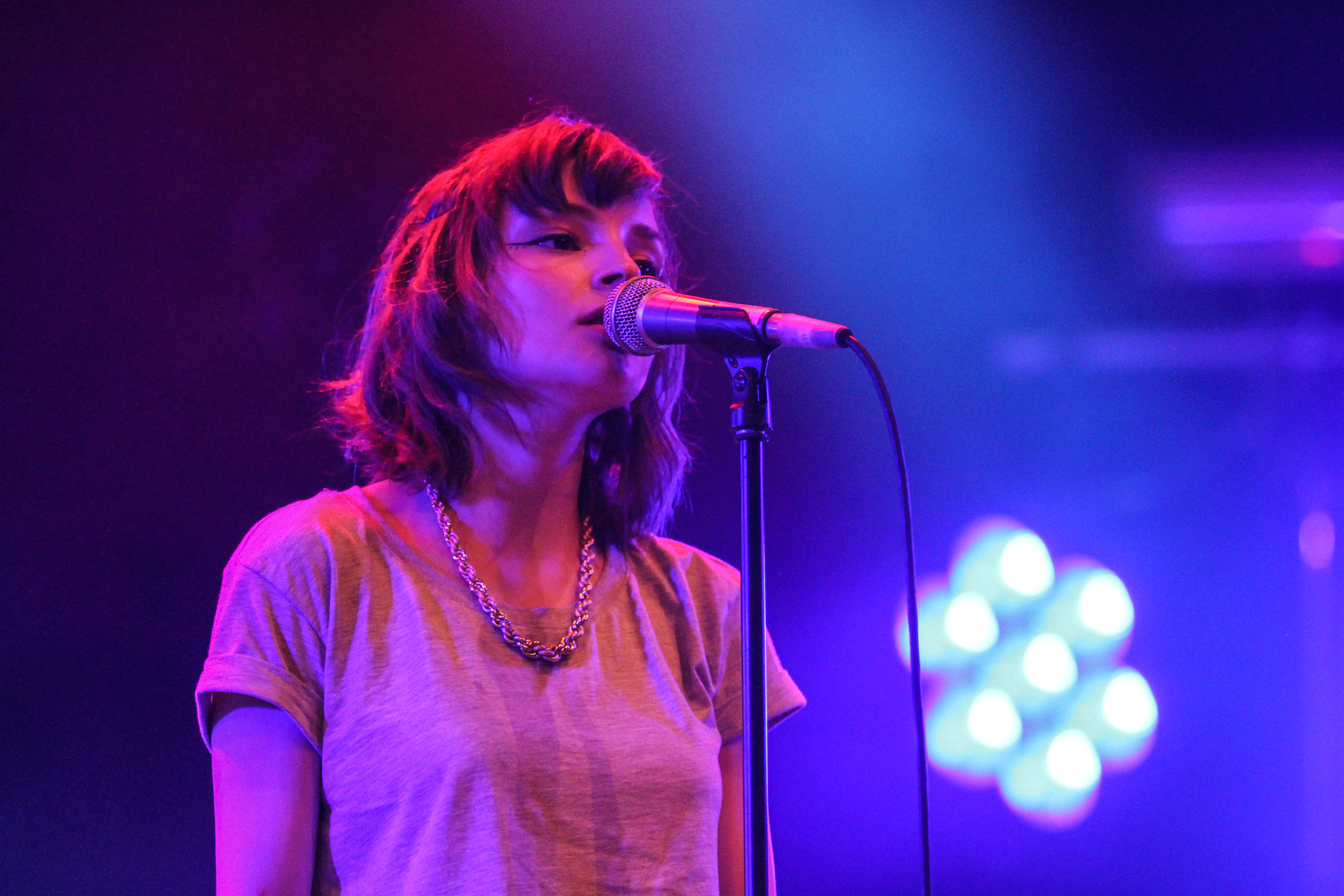
Lauren Mayberry na festivalu Melt! (2013)

V květnu roku 2012 měla jejich píseň „Lies“ premiéru a po určitou dobu byla zdarma ke stažení na stránkách nahrávací společnosti Neon Gold. Druhý singl, „The Mother We Share“, vyšel v září roku 2012.
V červnu 2012 se skupina objevila mezi Novými kapelami dne v deníku The Guardian.
BBC popsala skladbu „The Mother We Share“ jako „elektro-pop, který se mihotá jen když jsou stírány slzy z jeho reproduktorových rohů. Debutový singl The Mother We Share oprávněně způsobil rozruch svými přístupnými, ale stále ještě ambiciózními synthovými úhly umístěnými někam mezi Robyn a The Knife“. Skladba „The Mother We Share“ byla napsána a nahrána za dva dny.
Skladba „Lies“ se umístila na 28. místě Nejlepších skladeb roku 2012 časopisu NME. „The Mother We Share“ se zařadila na 51. místo seznamu Top 52 skladeb roku 2012 deníku The Huffington Post.
6. února 2013 vyšel nový singl nazvaný „Recover“. 25. března 2013 ho následovalo EP Recover EP. V roce 2013 byli Chvrches označeni televizní stanicí Fuse TV za „kapelu, kterou musíte vidět na letošním SXSW“.
14. června 2013 skupina oficiálně ohlásila vydání svého debutového studiového alba, The Bones of What You Believe, které by mělo vyjít 23. září 2013.[zdroj?]
19. června 2013 Chvrches poprvé vystoupili na televizních obrazovkách se skladbou „The Mother We Share“ v pořadu Late Night with Jimmy Fallon. 15. července 2013 vydali další singl, který nese název „Gun“. Tato skladba bude umístěna na oficiálním soundtracku ke hře FIFA 14.
V roce 2019 zahajovali 5. ročník The Game Awards skladbou Death Stranding, která byla použita v soundtracku ke hře Death Stranding.

## Hudební styl

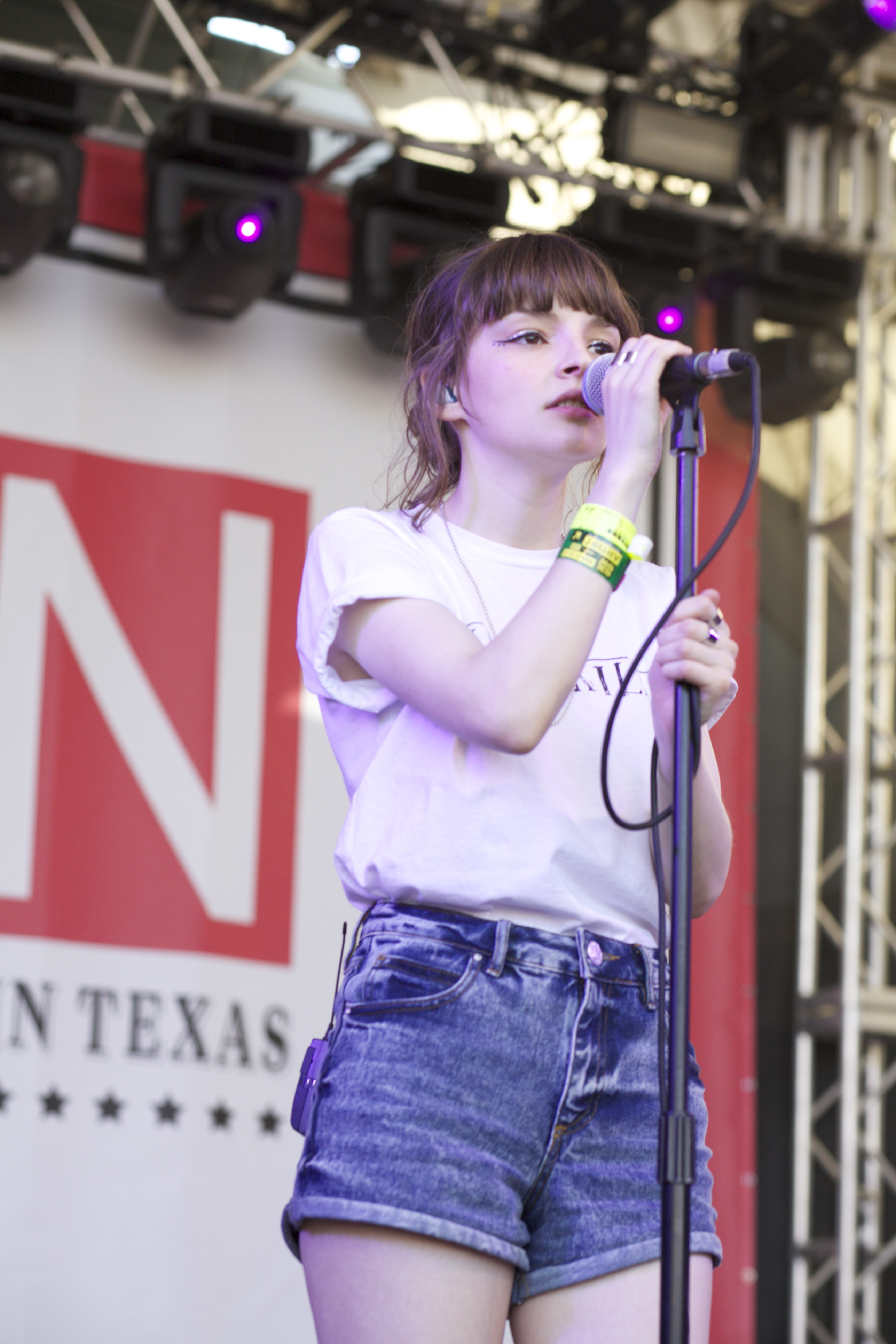
Chvrches na SPIN Party, SXSW (2013)

Hudební styl kapely Chvrches je obvykle zařazován jako electronic nebo synthpop. Kitty Empire z Observeru napsala, že „skládají přístupný elektro-pop, který se blíží ke skutečné brilantnosti“.
Chvrches mezi své hudební vzory řadí Prince, Tubeway Army, Robyn, Laurie Anderson, Depeche Mode, Kate Bushovou a Elliott Smith. Skupina skládá, nahrává, mixuje a upravuje vlastní skladby ve svém suterénním studiu v Glasgow.

## Koncerty
Při živých koncertech Mayberry zpívá a občas hraje na syntezátor; Cook ovládá syntezátory, občas zahraje na basovou kytaru a také zpívá doprovodné vokály; Doherty hraje na syntezátory a samplery a také zpívá doprovodné vokály a někdy dokonce zpívá hlavní vokály.
V letech 2012 a 2013 Chvrches koncertovali v rozlišných zemích v Evropě, USA a Kanadě. Vystupovali již také na festivalech jako jsou SXSW, Field Day, Canadian Music Fest, Sasquatch!, The Great Escape, Firefly Music Festival, Pitch Festival, T in the Park.
Chvrches ve své koncertní kariéře předskakovali kapelám Discopolis, School of Seven Bells, Passion Pit, Two Door Cinema Club a Depeche Mode na jejich The Delta Machine Tour 2013.
Mezi umělci, pro které Chvrches otevírali koncerty patří Dan Croll, MØ, Isaac Delusion, Young Fathers, Arthur Beatrice, Conquering Animal Sound a Still Corners.
V roce 2018 vystoupila kapela na festivalu Aerodrome v České republice.

## Diskografie

### Studiová alba
- The Bones of What You Believe (2013)
- Every Open Eye (2015)
- Love Is Dead (2018)
- Screen Violence (2021)

### EP
- Recover EP (2013)
- Gun EP (2013)
- EP (2013) (japonské vydání) [15]

### Singly
| Datum vydání      | Název                  | Nejvyšší umístění v hitparádě | Nejvyšší umístění v hitparádě | Album                         |
| Datum vydání      | Název                  | UK                            | Tokio Hot 100                 | Album                         |
| ----------------- | ---------------------- | ----------------------------- | ----------------------------- | ----------------------------- |
| 2. října 2012     | „The Mother We Share“  | 38                            | 6                             | The Bones of What You Believe |
| 6. února 2013     | „Recover“              | 91                            | —                             | The Bones of What You Believe |
| 15. července 2013 | „Gun“                  | 55                            | 82                            | The Bones of What You Believe |
| 2. prosince 2013  | „Lies“                 | 105                           | —                             | The Bones of What You Believe |
| 28. března 2014   | „We sink“              | —                             | —                             | The Bones of What You Believe |
| 30. září 2014     | „Under the Tide“       | —                             | —                             | The Bones of What You Believe |
| 2014              | „Get Away“             | 52                            | —                             | Singly mimo album             |
| 29. března 2015   | „Tether“               | 107                           | —                             | Singly mimo album             |
| 17. července 2015 | „Leave a Trace“        | 108                           | 95                            | Every Open Eye                |
| 12. srpna 2015    | „Never Ending Circles“ | 157                           | —                             | Every Open Eye                |
| 10. září 2015     | „Clearest Blue“        | 195                           | 74                            | Every Open Eye                |
| 19. října 2015    | „Empty Threat“         | —                             | —                             | Every Open Eye                |
| 13. dubna 2016    | „Warning Call“         | —                             | —                             | Every Open Eye                |
| 10. června 2016   | „Bury It“              | —                             | —                             | Every Open Eye                |
| 31. ledna 2018    | „Get Out“              | 82                            | —                             | Love Is Dead                  |
| 28. února 2018    | „My Enemy“             | —                             | —                             | Love Is Dead                  |
| 29. března 2018   | „Never Say Die“        | —                             | —                             | Love Is Dead                  |
| 10. dubna 2018    | „Miracle“              | —                             | —                             | Love Is Dead                  |
| 1. října 2019     | „Death Stranding“      | —                             | —                             | Death Stranding: Timefall     |

### Speciální skladby
- „I Would Die 4 V“ (live cover písně zpěváka Prince, 2012)
- „Falling“ (live BBC Radio 1 cover skladby skupiny Haim, 2013)

### Remixy
- Ultraísta – „Gold Dayzz“ (CHVRCHES Remix)
- St. Lucia – „Before the Dive“ (CHVRCHES Remix)
- MS MR – „Hurricane“ (CHVRCHES Remix)
- SOAK - „Blud“ (CHVRCHES Remix)
- Lauv - „Drugs & the Internet“ (CHVRCHES Remix)

### Hudební videoklipy
- „Recover“ (2013)
- „Gun“ (2013)
- „The Mother We Share“ (2013)
- „Lies“ (2013)
- „Recover“ (Travelogue) (2013)
- „We Sink“ (2014)
- „Under the Tide“ (2014)
- „Leave a Trace“ (2015)
- „Empty Threat“ (2015)
- „Clearest Blue“ (2016)
- „Bury It“ (2016)
- „Down Side of Me“ (2017)
- „Get Out“ (2018)
- „Miracle“ (2018)
- „Out Of My Head“ (2018)
- „Graffiti“ (2018)

## Ocenění a nominace
| Rok  | Organizace         | Ocenění                                                | Výsledek |
| ---- | ------------------ | ------------------------------------------------------ | -------- |
| 2012 | BBC Sound of 2013  | Sound of 2013                                          | 5. místo |
| 2013 | South by Southwest | Inaugural Grulke Prize na festivalu South by Southwest | Výhra    |